# Derbe bergrothi
Derbe bergrothi är en insektsart som beskrevs av Frederick Arthur Godfrey Muir 1923. Derbe bergrothi ingår i släktet Derbe och familjen Derbidae. Inga underarter finns listade i Catalogue of Life.